# Hypopyra allardi
Hypopyra allardi är en fjärilsart som beskrevs av Charles Oberthür 1878. Hypopyra allardi ingår i släktet Hypopyra och familjen nattflyn. Inga underarter finns listade i Catalogue of Life.